# دانکوو (استان اشوی‌داشکسیه)
دانکوو (به لهستانی: Danków) یک منطقهٔ مسکونی در لهستان است که در گمینا دالشتسه واقع شده‌است. دانکوو ۴۳۰ نفر جمعیت دارد.